# Messerschmitt Me 321
O Messerschmitt Me 321 Gigant foi um planador militar de transporte pesado usado pela Luftwaffe durante a Segunda Guerra Mundial. Depois de prestar serviço, surgiu a ideia de equipar a aeronave com motores, ideia da qual surgiu o Messerschmitt Me 323.

## Desenvolvimento
Durante os preparativos para uma possível invasão da Grã-Bretanha durante a Segunda Guerra Mundial (Também chamada de Operação Leão Marinho ) tornou-se óbvio para o comando da Luftwaffe  que havia uma crescente necessidade do aumento da capacidade de carga aerotransportada, sendo para isso insuficiente a capacidade dos Junkers Ju 52 . 
Quando os planos para a Operação Leão Marinho foram arquivados em dezembro de 1940 e o planejamento começara para a invasão da União Soviética ( Operação Barbarossa ), decidiu-se que a solução mais econômica para suprir a crescente necessidade de aeronaves de transporte era o uso de planadores. Por conseguinte a Luftwaffe emitiu um concurso para o rápido desenvolvimento de um Grossraumlastensegler ("planador de transporte de grande capacidade") para os fabricantes de aviões Junkers e Messerschmitt . A especificação exigia que o planador fosse capaz de transportar um canhão antiaéreo de 88mm mais seu trator de reboque, ou um tanque médio. 
O projeto da Messerschmitt de um grande planador de transporte garantiu o contrato para a empresa. Inicialmente dada a designação RLM : Me 263; Esse número foi trocado quando o número para esta aeronave foi alterado para: Me 321.

## Design
O Me 321 tinha sua estrutura feita de tubos de aço com as longarinas feitas de madeira e a cobertura da estrura sendo feita por tecido. Isso permitiu uma construção rápida além de uma grande economia no peso da aeronave. Devido ao seu grande tamanho o Me 321  foi apelidado de Gigant ("Gigante").
Seu nariz tinha mais de 6 m (20 pés) de altura, e sendo comparado ao Ju 52, o Me 321 oferecia uma área de carga seis vezes maior, em torno de 100 m 2 (1.100 pés quadrados), podendo acomodar uma carga pesada de até 23 t (23 toneladas). O espaço de carga tinha sido projetado nos mesmos moldes do sistema ferroviário padrão alemão, permitindo assim que qualquer carga que poderia viajar por trem poderia caber em um Me 321.  
O primeiro voo do protótipo Me 321 V1 ocorreu em 25 de fevereiro de 1941, rebocado no ar por um Ju 90. Fora pilotado pelo piloto de teste da Messerschmitt Karl Baur , e partiu carregando um lastro de 3 toneladas. Após os testes decidiu-se ampliar o cockpit para acomodar um copiloto e operador de rádio e controles duplos foram montados além de servo motores para facilitarem a movimentação dos enormes bordo de fuga.

## Histórico Operacional
Os primeiros Me321 entraram em serviço em maio de 1941 sediados em Leipheim.  A versão inicial do Me 321B tinha uma tripulação de três pessoas e era armada com quatro metralhadoras MG 15 de calibre 7,92mm, porem na versão Me 321E a tripulação fora aumentada para 11 tripulantes e o número de armas foi elevado para 11 canhões de 20mm com mais 4 metralhadoras MG 15 de calibre 7,92mm.
Na frente oriental o Me321 não fora muito bem sucedi-do, principalmente pelo fato que mesmo com rebocadores o mesmo tinha um alcance máximo de apenas 400 km, o que era insuficiente na vastidão da frente oriental.
Na primavera de 1942 os Me321 foram retirados do teatro de operações na Rússia, como parte dos preparativos para a invasão de Malta, o plano porem fora abandonado.
Em dezembro de 1942 os Me321 retornaram à Rússia para serem usados na missão de suprir as tropas do 6º Exército do General Friedrich Paulus sitiadas em Stalingrado. No entanto, quando chegaram à linha de frente, não haviam pistas de pouso disponíveis para os mesmos operarem e eles foram enviados de volta à Alemanha.
Após o cancelamento da operação em Stalingrado, os planadores Me321 foram desmantelados ou desativados, embora alguns tenham sido convertidos na versão Me323.

Entre cerca de 150 planadores Me321 foram produzidos, sendo que nenhum exemplar sobreviveu à guerra.